# Osów (rejon lelczycki)
Osów (biał. Восаў, Wosau; ros. Осов, Osow) – wieś na Białorusi, w obwodzie homelskim, w rejonie lelczyckim, w sielsowiecie Simonicze.

## Warunki naturalne
Miejscowość położona jest nad Swinawodem, wśród dużego kompleksu leśno-bagiennego.

## Historia
W XIX i w początkach XX w. zaścianek położony w Rosji, w guberni mińskiej, w powiecie mozyrskim.
Po I wojnie światowej pod administracją polską, w Zarządzie Cywilnym Ziem Wschodnich, w okręgu brzeskim, w powiecie mozyrskim.
W wyniku postanowień traktatu ryskiego znalazł się w granicach Związku Sowieckiego. W dwudziestoleciu międzywojennym chutor. Od 1991 w niepodległej Białorusi.